# Такла-Макан
Та́кла-Мака́н (кит. трад. 塔克拉瑪干沙漠, упр. 塔克拉玛干沙漠, пиньинь Tǎkèlāmǎgān Shāmò, уйг. تەكلىماكان قۇملۇقى‎, Тәклимакан қумлуқи < уйгур. заимствование из араб.: такла от ترك тарк «оставлять, покидать» и уйг. макан «кров, обиталище», то есть «заброшенное, покинутое место») — песчаная пустыня на западе Китая в Синьцзян-Уйгурском автономном районе. Является одной из крупнейших песчаных пустынь мира. Длина с запада на восток — свыше 1000 км, ширина — до 400 км, площадь песков — свыше 300 000 км².

## География
Такла-Макан — вторая по величине подвижная песчаная пустыня в мире, примерно на 85% состоящая из подвижных песчаных дюн. Пустыня формировалась в условиях длительной аккумуляции осадков в пределах Таримской впадины, которая сложена в основном аллювиальными отложениями реки Тарим и её притоков, частично перевеянными. Поверхность пустыни равнинная, постепенно понижается к северу и востоку от 1200—1300 м до 800—900 м. На западе над пустыней возвышаются одиночные кряжи высотой до 1664 м (гора Чонгтаг), сложенные песчаниками. На юго-западе преобладают барханы, на северо-востоке — песчаные гряды сложной конфигурации (в том числе крупные, протягивающиеся иногда на 10—13 км, — так называемые китовые спины), песчаные пирамиды (высота 150—300 м) и др. По окраинам Такла-Макана значительные площади занимают солончаки.
Реки, стекающие с Кунь-Луня, проникают вглубь Такла-Макана на 100—200 км, постепенно иссякая в песках; только река Хотан пересекает пустыню и летом доносит свои воды до Тарима, протекающего по западной и северной окраине Такла-Макана. Глубина залегания подземных вод в понижениях рельефа (в пределах древних дельт и староречий) 3—5 м, они обычно труднодоступны для растений, поэтому большая часть территории лишена растительного покрова и лишь в местах с близким залеганием грунтовых вод имеются редкие заросли тамариска, селитрянки, тростника. По окраинам пустыни и долинам рек встречаются тополь (туранга), лох, верблюжья колючка, однолетние солянки, саксаул.
Животный мир беден (редкие стада антилоп, зайцы, песчанки, тушканчики, полёвки); в долинах рек — кабаны.

## Климат
Климат резко континентальный, с ничтожным (менее 50 мм в год) количеством атмосферных осадков.
Из-за близкого расположения Гималаев Такла-Макан имеет холодный пустынный климат. Также, учитывая его относительную близость к холодным воздушным массам Сибири, экстремальные температуры регистрируются зимой, иногда значительно ниже -20 °C, а летом они могут подниматься до 40 °C. Сообщалось, что во время эпизода зимних штормов в Китае в 2008 году Такла-Макан впервые в истории наблюдений была полностью покрыта тонким слоем снега, достигающим 4 см, с температурой -26,1 °C. Причиной таких широких суточных колебаний температуры является расположение в глубине континента, практически в самом центре Азии в 1700 км до ближайшего моря.

## Освоение
Постоянного населения нет. Отдельные оазисы по долинам рек, стекающих с Кунь-Луня. Близ южной окраины пустыни среди песков — развалины древних поселений, приуроченные к сухим долинам. Многие оазисы были важными остановочными пунктами на Великом шёлковом пути: оазисы Миран, Дандан-Ойлык, Карашар и Дуньхуан были буддийскими центрами; Лоулань принимал караваны, идущие от Дуньхуана в Хотан, а Гума — в Кандагар; Яркенд был знаменит своими тканями; оазис Ния был независимым государством.
После обнаружения нефтяных и газовых месторождений и для их разработки с 1993 по 1995 годы было построено Таримское шоссе общей длиной 552 км. Вдоль шоссе была создана полоса защитных лесонасаждений, для которой была сооружена система искусственного орошения.
В марте 2022 года было завершено строительство железной дороги Хотан — Жоцянь от станции Хотан Южно-Синьцзянской железной дороги протяжённостью 825 км, пролегающей по южному краю пустыни. Эта дорога вместе с ранее построенными железными дорогами Голмуд — Корла, Кашгар — Жоцянь и Южно-Синьцзянской железной дорогой образовала кольцо вокруг пустыни Такла-Макан протяжённостью 2712 км. Это вторая кольцевая железнодорожная линия в Синьцзяне, первая была построена в северной части Синьцзяна в 2020 году. Характерно, что пустыня Такла-Макан является одной из крупнейших песчаных пустынь мира, и на наиболее ветреных участках песчаные дюны перемещаются в среднем на 20 м в год. В связи с этим на таких участках построены мосты (виадуки) с тем, чтобы песок проходил под ними, и поезда и железнодорожные пути меньше подвергались воздействию песчаных бурь. Всего построено пять мостов общей протяжённостью 53,7 км.
Вокруг пустыни в Синьцзян-Уйгурском автономном районе создали ограждение из тростника и посадок засухоустойчивых растений протяженностью около 3 тысяч км. Этим проектом занимались 600 000 человек на протяжении 46 лет.
По пустыне проходит автодорога Таримское шоссе длиной 552 км.

## Галерея
- Пейзаж пустыни Такла-Макан
- Песчаная буря. Вид со спутника
- Начало шоссе на севере, в уезде Луньтай
- Пустынная жизнь около Яркенда